# Stojan Radenović
Stojan Radenović, cyr. Стојан Раденовић (ur. 9 marca 1948 w Dobrej Vodzie) – serbski matematyk i nauczyciel akademicki, profesor Uniwersytetu w Belgradzie.

## Życiorys
Ukończył studia matematyczne na Uniwersytecie w Belgradzie, uzyskiwał następnie magisterium i doktorat. Do 1979 pracował jako nauczyciel w szkole średniej. Później został nauczycielem akademickim na wydziale nauk przyrodniczych i matematycznych Uniwersytetu w Kragujevacu. W 2000 został wykładowcą na wydziale mechanicznym Uniwersytetu w Belgradzie. Był profesorem tej uczelni, w 2013 przeszedł na emeryturę. Współpracował później z Uniwersytetem Króla Sauda.
Współautor około 400 artykułów naukowych. W 2015 zaliczony po raz pierwszy przez Thomson Reuters do 100 najbardziej wpływowych matematyków świata (pozostawał na tej liście również w trzech kolejnych edycjach). Określany jako najczęściej cytowany serbski matematyk. Uznawany również za osobę, której liczba prac i liczba cytowań w największy sposób przyczyniły się do umieszczenia Uniwersytetu w Belgradzie w trzeciej setce Akademickiego Rankingu Uniwersytetów Świata w 2016.
Przed wyborami parlamentarnymi w 2022 otrzymał drugie miejsce na liście koalicji skupionej wokół prezydenta Aleksandara Vučicia i jego Serbskiej Partii Postępowej; w wyniku głosowania uzyskał mandat posła do Zgromadzenia Narodowego Republiki Serbii. Również w 2023 został umieszczony na wysokim miejscu listy wyborczej koalicji zorganizowanej przez postępowców, utrzymując mandat deputowanego na kolejną kadencję.